# Santa María de La Piscina

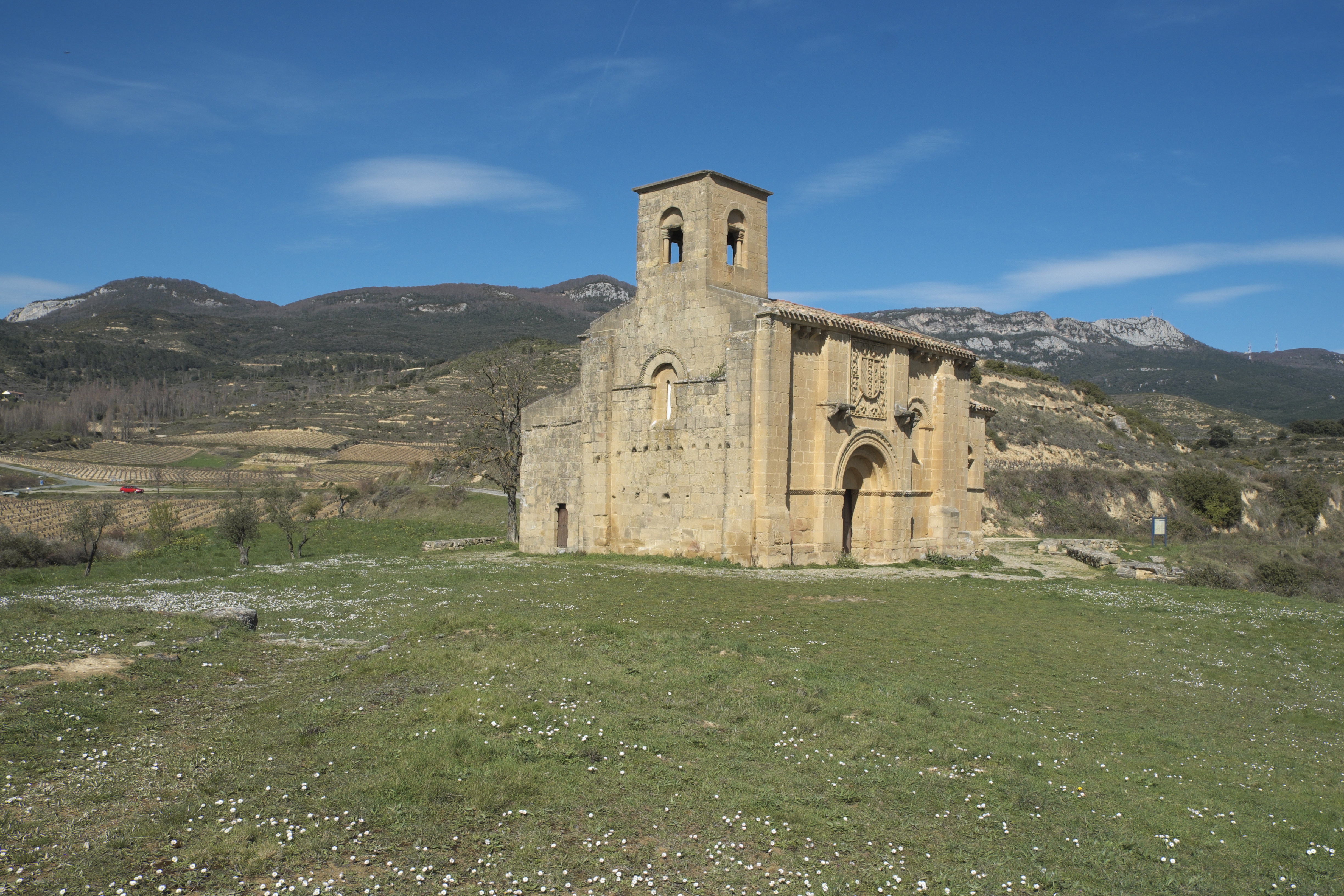
Kapelle Santa María de la Piscina

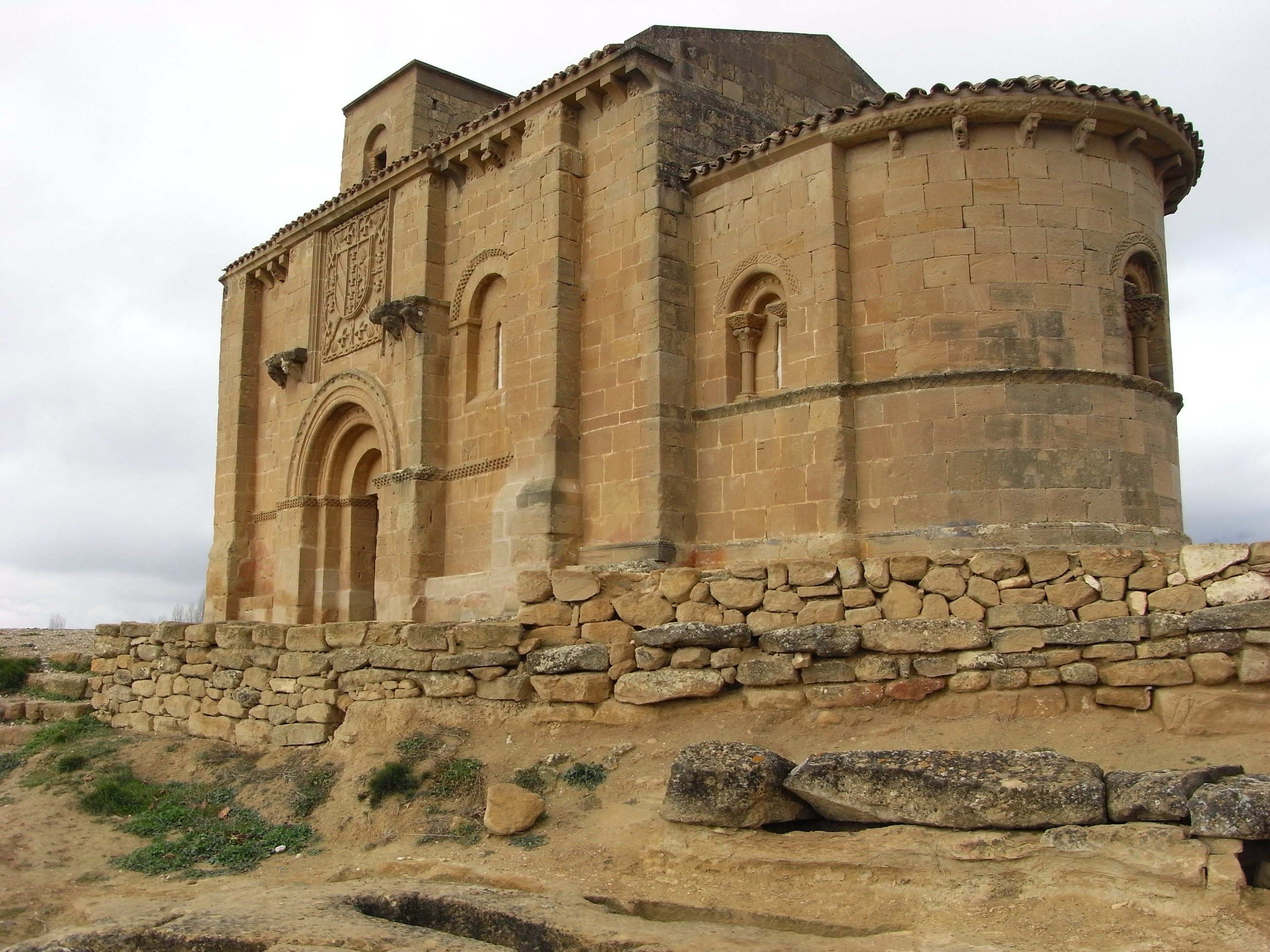
Apsis und Südseite der Kirche und Steinkistengräber

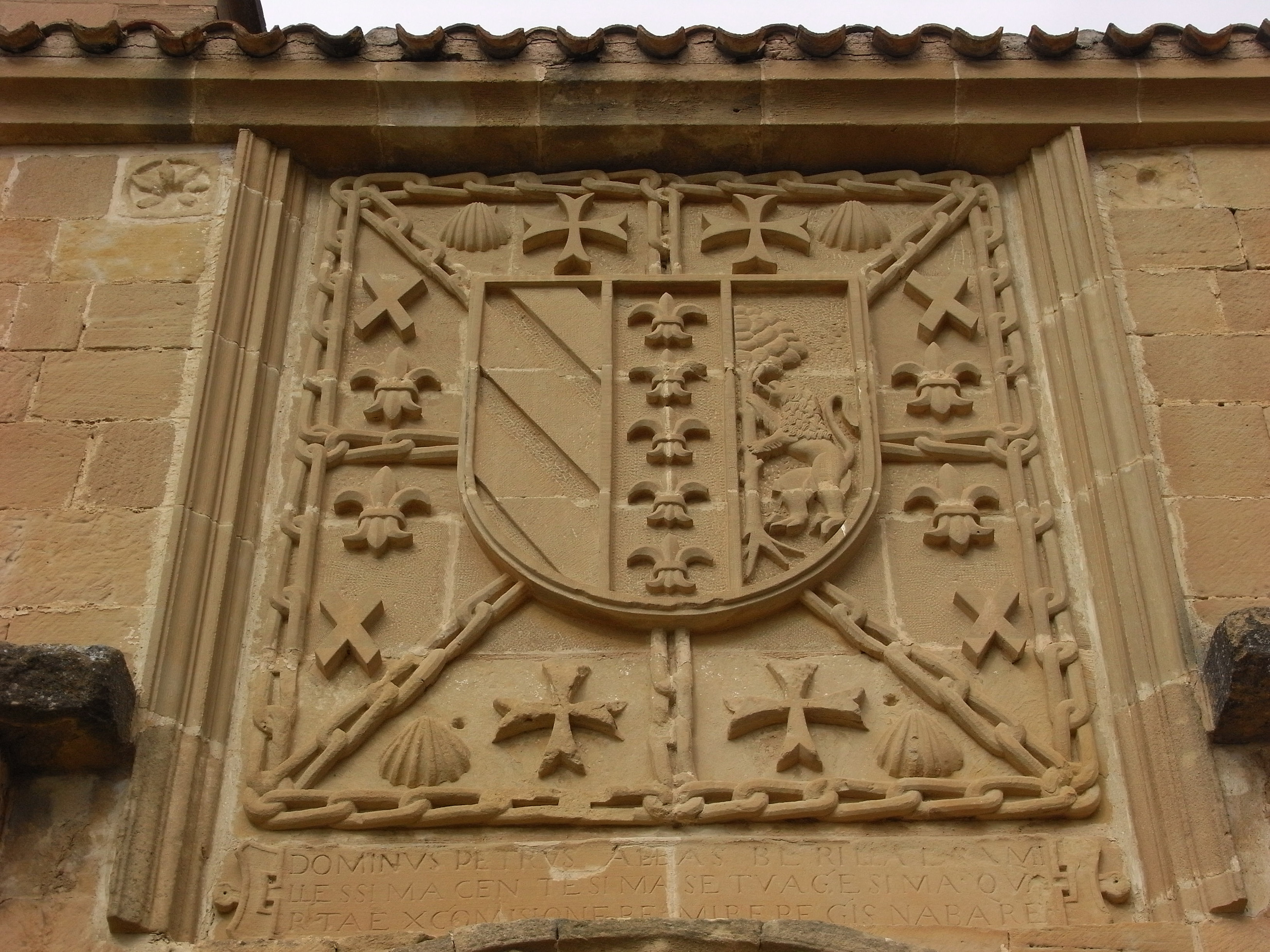
Steinerner Wappenschild

Die Kapelle Santa María de La Piscina liegt nahe dem Weiler (pedanía) Peciña in der Gemeinde San Vicente de la Sonsierra im Norden der Provinz La Rioja, Spanien. Das Bauwerk ist das besterhaltene Monument romanischer Baukunst in der Rioja, als diese Region noch zum Königreich Navarra gehörte.

## Geschichte
Der Infant von Navarra, Ramiro Sánchez de Navarra, Sohn von Sancho Garcés de Navarra war Teilnehmer des Ersten Kreuzzuges und nahm an der Belagerung von Jerusalem (1099) teil. Gemäß der Überlieferung erstürmte er Jerusalem an der Stelle, an dem die Badeanlage (piscina) von Bethesda lag. Nach seiner Heimkehr verfügte er in seinem Testament vom 13. November 1110, dass zur Erinnerung an seine militärische Pilgerreise nach Jerusalem ein Rittergut mit einer Kirche in seiner Heimat zu errichten sei, die den Namen Santa María de la Piscina tragen sollte, also der „Hl. Maria vom Bade“ geweiht werden sollte. Seine Söhne, u. a. der spätere König von Navarra, García IV. Ramírez, erfüllten seinen Wunsch und die Kapelle wurde am 1. August 1137 durch den Bischof von Calahorra, Sancho de Funes, geweiht. Sie wird heute noch von den adeligen Nachkommen des Stifters, die teilweise den Familiennamen Ramírez de la Piscina tragen, unterhalten und genutzt.

## Architektur
Die für den Bau der Kirche verwendeten Steine sind exakt behauen. Die Außenwände des aus einem einschiffigen Langhaus und einer niedrigeren Apsis bestehende Baus sind durch senkrechte Strebepfeiler stabilisiert und gegliedert; außerdem teilt ein schmales umlaufendes Gesims die Kirche vertikal. Die Westfassade ist weitgehend schmucklos und wird von einem Glockentürmchen überhöht; das in die Tiefe gestaffelte Portal befindet sich – wie in der Region üblich – auf der Südseite.
Das Innere der Kirche ist tonnengewölbt, aber insgesamt eher karg; es finden sich jedoch mehrere romanische Kapitelle mit figürlichen Darstellungen (Fabeltiere etc.). Die Madonnenfigur in der Apsis stammt aus dem 20. Jahrhundert.

## Wappenschild
Über dem Portal wurde im 16. Jahrhundert ein von Ketten gerahmter und durchkreuzter steinerner Wappenschild angebracht, der im Jahr 1975 wegen starken Verwitterungsschäden komplett erneuert wurde; darunter befindet sich eine lateinische Inschrift. Das Wappen zeigt – neben Malteserkreuzen und Lilien – auch kleine Jakobsmuscheln und Andreaskreuze.

## Wein
Auf den umliegenden Ländereien wird seit Jahrhunderten Weinbau betrieben und die Bodegas Ramirez de la Piscina sind für ihren Rioja weit über die Grenzen Spaniens hinaus bekannt.

## Sonstiges
Unmittelbar neben der Kirche liegt die mittelalterliche Nekropole von Peciña mit ihren Felsengräbern.